# Dusun Balam
Dusun Balam is een bestuurslaag in het regentschap Bengkulu Utara van de provincie Bengkulu, Indonesië. Dusun Balam telt 305 inwoners (volkstelling 2010).